# 449 Hamburga
A 449 Hamburga (ideiglenes jelöléssel 1899 EU) a Naprendszer kisbolygóövében található aszteroida. Maximilian Franz Joseph Cornelius Wolf és Friedrich Karl Arnold Schwassmann fedezte fel 1899. október 31-én.